# ピアノ三重奏曲第5番 (ベートーヴェン)

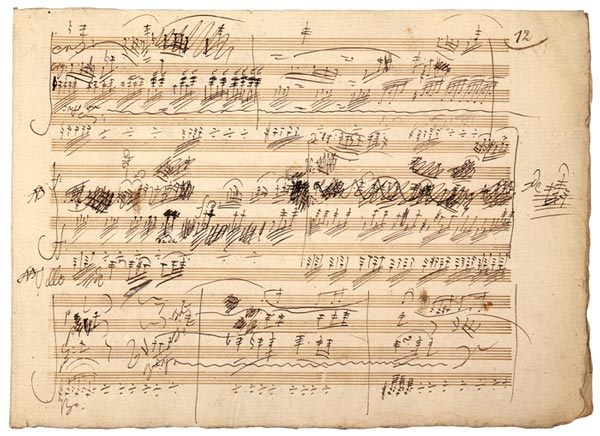
ピアノ三重奏曲第5番の自筆譜。

ピアノ三重奏曲第5番（ピアノさんじゅうそうきょくだいごばん）ニ長調 作品70-1 は、ルートヴィヒ・ヴァン・ベートーヴェンが作曲したピアノ三重奏曲。『幽霊』の愛称で親しまれており、次作である第6番と共に「作品70」として出版された。
本作を作曲する以前には、ピアノ協奏曲第5番『皇帝』や交響曲第5番（運命）、第6番『田園』など大規模な傑作が次々と誕生したため、ベートーヴェンは室内楽の作曲にはなかなか手がまわらなかったという。しかし創作の中期において最も充実した時期であり、広く知られている。

## 作曲の経緯と初演
1808年にピアノソナタとして書き始められ、当初はルドルフ大公に献呈する予定であったが、エルデーディ伯爵夫人がピアノ三重奏曲の新作を熱心に依頼したために当初の計画を変更し、2曲のピアノ三重奏曲に変わったという。
この当時のベートーヴェンはエルデーディ伯爵夫人の邸宅に身を寄せており、また彼女の尽力によって終身年金を受けられたことへの恩義として作曲されたものと考えられている。なお、異説としてエルデーディ伯爵夫人のアンナ・マリーが、ルドルフ大公に献呈することを知ってこれに憤慨したため、ベートーヴェンは謝罪と共に彼女に献呈したという説があるが、この真偽は現在疑問視されている。
なお、初演は1808年12月（日付不明）にエルデーディ伯爵邸で行われ、ベートーヴェン自身がピアノを弾いたことは判明しているが、ベートーヴェン以外の誰が演奏に参加したのかは不明である。

## 愛称について
『幽霊』という愛称は、ベートーヴェンがシェイクスピアの悲劇『マクベス』のために書いた魔女の宴会のシーンのスケッチをこの作品に流用しようとしたためといわれている（しかし魔女と幽霊は全くの別物である）。
また第2楽章の開始部分が当時の聴衆にとって、いかにも幽霊が出てきそうな不気味な雰囲気に感じられてそう呼ばれたとも言われている。
いずれにしても、この『幽霊』という愛称は作品の本質とは大きな関わりはなく、誰が命名したのかは未だはっきりとしていない。

## 曲の構成
全3楽章からなり、演奏時間は約26分。
- 第1楽章 アレグロ・ヴィヴァーチェ・エ・コン・ブリオ
ニ長調、4分の3拍子、ソナタ形式
一気に奏される冒頭の第1主題（溌剌としたスタッカートによる）に続いて、ヴァイオリンとチェロがユニゾンで音階を動き出す。この部分は第2主題と捉えたり、第1主題の変形とした展開の一種と看做す見方がある。主題の動機を扱った経過部を経てイ長調に転調し、第2主題が現れる。提示部（反復あり）の後、展開部に入り、再現部を経ると展開部から反復し、そのままコーダへ繋がり、冒頭のスタッカートの動機を奏して強く閉じる。

- 第2楽章 ラルゴ・アッサイ・エ・デスプレッシーヴォ
ニ短調、4分の2拍子、展開部を欠くソナタ形式
第1楽章とは打って変わって、抒情的で悲歌的な雰囲気が漂う楽章である。第1主題はソット・ヴォーチェで奏される弦のユニゾンの動機にピアノが応答しながら何回も繰り返される。第2主題はヘ長調になり、幻想的な趣を深めてより不鮮明なものとなってゆく。この楽章では展開部は持たず、そのまま再現部からコーダへと続く。コーダでは3つの楽器が64分音符を奏しながら次第に弱めて終える。

- 第3楽章 プレスト
ニ長調、2分の2拍子、ソナタ形式
それまで陰鬱な雰囲気が一変して明朗な趣へと転じる楽章。8小節の序奏がピアノを中心に楽章全体の気分を暗示するように明るく奏され、ヴァイオリンとチェロによる第1主題が提示される。主題は直ちにピアノによって繰り返されると流暢な経過部に続き、やさしく歌われる第2主題が提示され、華やかに高潮する。展開部では、第1主題が主に扱われ、再現部では第2主題がニ長調で扱われる。弦楽器のピッツィカートで始まるコーダでは、ピアノが華麗に弾かれ、最後はクレッシェンドに続いてffで全曲を終える。